# Stade Bouaké
Stade Bouaké – wielofunkcyjny stadion w Bouaké na Wybrzeżu Kości Słoniowej. Najczęściej pełni rolę areny piłkarskiej. Obiekt może pomieścić 35 000 widzów.